# Nansen-útlevél

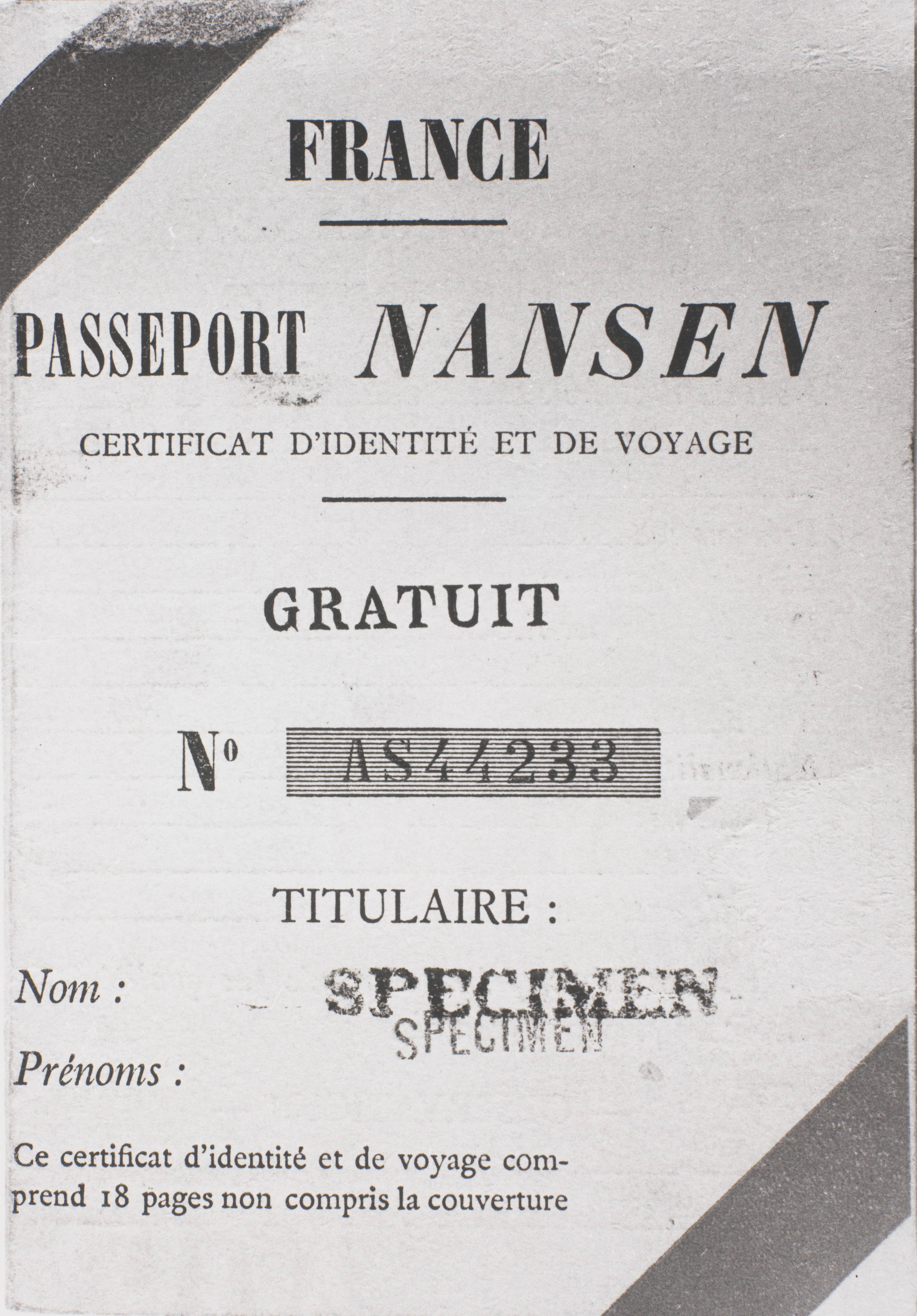
Francia Nansen-útlevélminta 1922-ből az orosz menekülteknek

A Nansen-útlevél, eredetileg és hivatalosan is hontalan személyek útlevele, 1922 és 1938 között nemzetközileg elismert menekült-útiokmány volt, amelyet először a Nemzetek Szövetségének Menekültügyi Főbiztosságának Hivatala állított ki hontalan menekülteknek. Hamarosan Nansen-útlevél néven vált ismertté a norvég államférfiról és a sarkkutatóról, Fridtjof Nansenről.

## Története
Az első világháború végén jelentős zűrzavar alakult ki, ami menekültválsághoz vezetett. Számos kormányt megbuktattak, és a nemzeti határokat újrarajzolták, általában etnikai szempontok szerint. Néhány országban polgárháború tört ki. Sokan elhagyták otthonukat háború, üldöztetés vagy attól való félelem miatt. A felfordulás azt eredményezte, hogy sok embernek nem volt útlevele, sőt nem volt állam, amely azt kiadhatta volna, ami sok nemzetközi utazást akadályozott meg, s ez gyakran csapdába ejtette a menekülteket. A Nansen-útlevél megszerzését kiváltó esemény az volt, hogy a Szovjetunió új kormánya 1921-ben bejelentette, hogy megvonja a külföldön élő oroszok állampolgárságát, köztük mintegy 800 000 orosz polgárháborús menekültét. Az első Nansen-útleveleket az orosz menekültek személyazonossági bizonyítványáról szóló kormányközi konferencián kötött nemzetközi megállapodást követően állították ki, amelyet Fridtjof Nansen hívott össze Genfben 1922. július 3. és július 5. között, a Nemzetek Szövetsége (Népszövetség) menekültügyi főbiztosaként. 1942-re 52 ország kormánya ismerte el őket.
1924-ben a Nansen-megállapodást kiterjesztették az örmény, 1928-ban pedig az asszír, asszír-káldeus, bolgár és török menekültekre is. Körülbelül 450 000 Nansen-útlevelet adtak ki azoknak a hontalanoknak és menekülteknek, akiknek úti okmányra volt szükségük, de azt nem tudták beszerezni egy nemzeti hatóságtól.
Nansen 1930-ban bekövetkezett halála után az útlevelet a Nemzetek Szövetségén belül működő Nansen Nemzetközi Menekültügyi Iroda kezelte. Ekkor az útlevél már nem tartalmazott utalást az 1922-es konferenciára, hanem a Nemzetek Szövetsége nevében adták ki. Az irodát 1938-ban bezárták. Az útleveleket ezt követően egy új ügynökség, a Nemzetek Szövetsége égisze alatt működő londoni Menekültügyi Főbiztosság Hivatala adta ki.

## Képgaléria

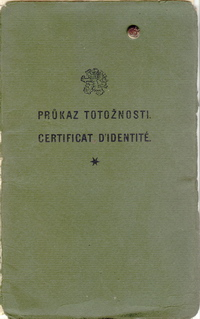
Nansen-útlevélborító; Rendőrség, Prága, Csehszlovákia, 1930
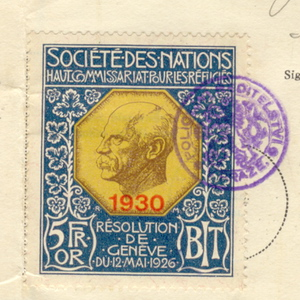
Svájci postabélyeg; Nansen International Office for Refugees, 1930
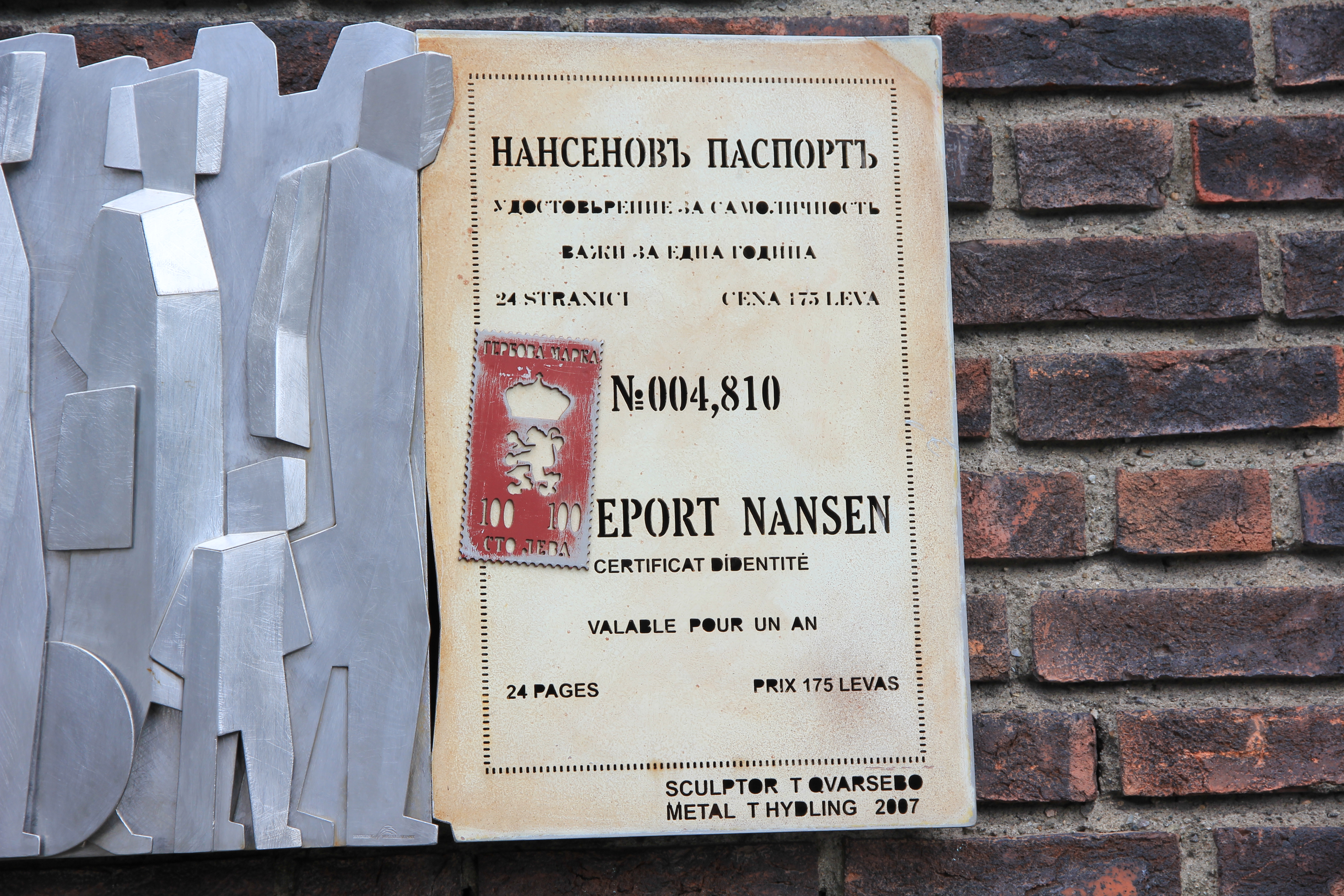
Nansen emléktáblája (részlet); a városháza külső falán: Oslo, Norvégia, 2007

## Öröksége
A Nansen Nemzetközi Menekültügyi Hivatal 1938-ban Nobel-békedíjat kapott a Nansen-útlevelek létrehozására tett erőfeszítéseiért.
Nansen-útleveleket ma már nem adnak ki, de a létező nemzeti és nemzeteközi szervezetek, köztük az Egyesült Nemzetek Szervezete, úti okmányokat bocsátanak ki hontalan személyek és menekültek számára, például személyazonossági igazolványokat (vagy „idegen útleveleket”) és menekült útiokmányokat.[forrás?]

## Nevezetes birtoklói
- Robert Capa fotóriporter
- Vera Konsztantyinovna Romanova orosz hercegnő
- Marc Chagall[11][12] festő
- Alexander Grothendieck[13] matematikus
- G. I. Gurdjieff író
- Vladimir Nabokov – alias Timofey Pnin, a Pnin főszereplője Nansen-útlevéllel vándorolt az Egyesült Államokba, akárcsak Valeria, Humbert Humbert első felesége a Lolitában
- Arisztotélisz Onászisz hajómágnás
- Tom Parker „ezredes”
- Anna Pavlova[11][12] balerina
- Marija Pavlovna Romanova orosz nagyhercegnő (1890–1958)
- Sergey Rachmaninov[11][12] zeneszerző
- Menachem Mendel Schneerson rabbi
- Otto Skorzeny kommandós katonatiszt
- Igor Stravinsky[12][11] zeneszerző
- XIII. Alfonz spanyol király

## Fordítás
- Ez a szócikk részben vagy egészben  a   Nansen passport című angol Wikipédia-szócikk ezen változatának fordításán alapul.  Az eredeti cikk szerkesztőit annak laptörténete sorolja fel. Ez a jelzés csupán a megfogalmazás eredetét és a szerzői jogokat jelzi, nem szolgál a cikkben szereplő információk forrásmegjelöléseként.